# 聖經直譯主義
聖經直譯主義也譯作經律主義，指一種認為《聖經》字面上的意義不具有隱喻與象徵的思想。這種思想與聖經無誤思想並不完全相同，聖經無誤思想是對於《聖經》寫作者的誠信之認同；聖經直譯主義則是對於《聖經》字面意義上的認同，無論其是否合乎信仰。
聖經直譯主義也被應用在聖經詮釋學（Biblical Hermeneutics）中的文法歷史釋經法（Historical Grammatical method），是屬於保守基督教，基督教基要主義和許多福音神學主要採用的方法。